# Abenteuer Freiheit
Abenteuer Freiheit ist eine Terra-X-Dokumentarfilmreihe, die Reisende bei deren Langzeitreisen begleitet, während diese kulturelle und historische Höhepunkte erleben.

## Episoden
| Folge | Episodentitel                  | Erstausstrahlung |
| ----- | ------------------------------ | ---------------- |
| 1     | Unterwegs auf der Seidenstraße | 9. August 2020   |
| 2     | Unterwegs am Polarkreis        | 16. August 2020  |
| 3     | Unterwegs auf der Panamericana | 23. August 2020  |
| 4     | Von der Wüste bis zum Himalaya | 7. August 2022   |
| 5     | Mit dem Wind um die Welt       | 14. August 2022  |
| 6     | Van-life in Amerika            | 28. August 2022  |